# فراس معلا
فراس معلا بطل سوري عالمي في رياضة السباحة، ورئيس الاتحاد الرياضي العام اعلى سلطة رياضية في سوريا من مواليد مدينة اللاذقية 1971.ينحدر من قرية بسطوير التابعة لمدينة جبلة محافظة اللاذقية
وهو ينتمي لعائلة رياضية بامتياز إذ أن كافة إخوته من الأبطال الرياضين
غيداء معلا بطلة سوريا والعرب في السباحة لسنوات عديدة ومن ألمع السباحات السوريات شاركت في سباق كابري نابولي أصعب سباقات السباحة الطويلة
همام معلا بطل سوريا في السباحة لسنوات عديدة ومن أبطال السباحة المتميزين عربياً في السباحة الطويلة كما شغل منصب رئيس الاتحاد السوري للترياثلون منذ تأسيسه حتى عام 2016 وشغل منصب رئيس الاتحاد العربي للترياثلون
مصعب معلا كابتن طيار ومن أبطال العرب في السباحة القصيرة والطويلة ولسنوات عديدة
السباحة الراحلة ردينة معلا من بطلات العرب في السباحة وحصلت على الكثير من البطولات الدولية والعالمية في السباحة الطويلة وكانت أصغر السباحات في عالم السباحة الطويلة.

## شهادات ومناصب
- حاصل على شهادة البكالوريوس في الحقوق من جامعة دمشق
- تقلد منصب نائب رئيس الاتحاد الرياضي العام
- رئيس اللجنة التنفيذية بدمشق من 2000/2003
- عضو المكتب التنفيذي ل الاتحاد الرياضي العام من 2005/2003
- عضو اللجنة الأولمبية السورية من /2005/2003
- نائب رئيس الاتحاد الرياضي العام
- نائب رئيس اللجنة الأولمبية السورية 2010/2005
- أمين عام اللجنة الأولمبية السورية 2019/2010
- رئيس الاتحاد السوري للسباحة من 2019/2014
- رئيس الاتحاد الرياضي العام [2]
- تم تسريحه من رئاسة الاتحاد الرياضي العام 2024 بعد سقوط نظام الأسد

## مشاركاته
- بطولة دورة العربية في سورية 1992
- بطولة العالم للمحترفين بفرنسا 1996
- بطولة العالم في إيطاليا 1990
- بطولة العالم في سويسرا 1992
- بطولة العالم في فرنسا 1996
- كأس العالم بالأرجنتين 1996 1997
- سباق كندا الدولي 2000
- بطولة اسيا 2002 - 2004
- عدة سباقات دولية في مصر ـ كرواتيا ـ هولندا ـ اليونان

## إنجازات
- عام 1990 أحرز المركز الأول في سباق كابري نابولي الإيطالي سابحاً مسافة 34 كيلومتراً.
- بطولة العرب من عام 1991 حتى 2003
- المركز الخامس في بطولة العالم للمحترفين في فرنسا، والرابع في بطولة العالم في اليابان عام 1998.
- بطل آسيا عام 2002 وثاني آسيا عام 2004.
- عبور البحر بين قبرص وسوريا بعد قطع مسافة 110 كم والسباحة المتواصلة لمدة 46 ساعة متواصلة.[3]
- الحصول على الميدالية البرونزية في بطولة العالم للأساتذة في هنغاريا عام 2017. لمسافة 3 كم
- الحصول على ميداليتين ذهبية وفضية في بطولة أوروبا للسباحة للأساتذة لمسافة 3 كم و 5 كم وشارك باسم نادي من أندية جمهوريات روسيا الإتحادية.

## فراس معلا وعبور البحار
يعتبر فراس معلا الشخص الوحيد الذي سبح بين قارتي أوروبا واسيا حيث تمكن من عبور البحر بين قبرص وسوريا بعد قطع مسافة 110 كم والسباحة المتواصلة لمدة 46 ساعة متواصلة عام 2007 كما سبق له أيضا عبور بحر المانش بين انكلترا وفرنسا عام 2002 بزمن 20 ساعة.

## التكريمات
- تكريم الرئيس السوري بشار الأسد أعوام 2002 و 2007
- تكريم رئيس المجلس الأولمبي الآسيوي
- تكريم نائب رئيس اللجنة الأولمبية الدولية الشيخ احمد الفهد الصباح
- وسام اللجنة الأولمبية السورية
- وسام وزير خارجية شمال قبرص
- وسام الاستحقاق الاماراتي المصنف اعلى جائزة رائدة
- معترف بها من قبل اللجنة الأولمبية الدولية.